# Кубок Испании по футболу 2007/2008
Кубок Испании по футболу 2007/2008 — 104-й испанский футбольный турнир среди испанских клубов, участвующих в различных дивизионах национального первенства.

## 1/4 финала
| 23 января 2008 | \| Вильярреал \| 0:0 (0:0) \| Барселона \| | Стадион: «Эль-Мадригал» Зрителей: 20 000 Судья: Мигель Анхель Перес Ласа |
| Составы: · Вильярреал: · Барселона: (4-3-3) Вальдес, Дзамбротта, Тюрам, Маркес, Милито, Деку, Силвиньо, Хави (Гудьонсен, 81), Дос Сантос (Месси, 46), Анри (Боян, 68), Иньеста · Кавеци (32'), Капдевила (59'), Маркос Сенна (69') — Маркес (28'), Деку (73') |                                            |                                                                          |
| Вильярреал | 0:0 (0:0)                                  | Барселона                                                                |

| 23 января 2008 | \| Валенсия \| 1:0 (1:0) \| Атлетико Мадрид \| \| Сильва 32′ \| Голы \| \| | Стадион: «Месталья» Зрителей: 44 000 Судья: Карлос Клоз Гомес |
| Составы: · Валенсия: · Атлетико М: · Канейра (23'), Моретти (24'), Сильва (31') — Тиагу Мотта (22'), Пернья (30'), Рейес (88') |                                                                            |                                                               |
| Валенсия | 1:0 (1:0)                                                                  | Атлетико Мадрид                                               |
| Сильва 32′ | Голы                                                                       |                                                               |

| 31 января 2008 | \| Атлетико Мадрид \| 3:2 (2:2) \| Валенсия \| \| Де Лас Куэвас 9′ · Агуэро 19′ · Валера 59′ \| Голы \| Сантана 27′ (авт.) · Мата 35′ \| | Стадион: «Висенте Кальдерон» Зрителей: 40 000 Судья: Альберто Ундиано Мальенко |
| Составы: · Атлетико М: · Валенсия: · Эллер (26'), Валера (35'), Лопес (45'), Переа (48'), Гарсия (57') — Ангуло (12'), Марчена (70'), Альбиоль (78') | |                                                                                |
| Атлетико Мадрид | 3:2 (2:2) | Валенсия                                                                       |
| Де Лас Куэвас 9′ · Агуэро 19′ · Валера 59′ | Голы | Сантана 27′ (авт.) · Мата 35′                                                  |

| 31 января 2008 | \| Барселона \| 1:0 (1:0) \| Вильярреал \| \| Анри 42′ \| Голы \| \| | Стадион: «Камп Ноу» Зрителей: 64 424 Судья: Мануэль Энрике Мехуто Гонсалес |
| Составы: · Барселона: (4-3-3) Вальдес, Дзамбротта, Пуйоль (Тюрам, 46), Милито, Абидаль, Деку, Маркес (Хави, 67), Иньеста, Месси, Анри, Боян (Роналдиньо, 75) · Вильярреал: · Анри (54') — Куган (40') · Куган (43') |                                                                      |                                                                            |
| Барселона | 1:0 (1:0)                                                            | Вильярреал                                                                 |
| Анри 42′ | Голы                                                                 |                                                                            |

## Финал
| 17 апреля 2008 00:00 MSK | \| Валенсия \| 3:1 (2:1) \| Хетафе \| \| Мата 4′ · Алексис 11′ · Морьентес 83′ \| Голы \| Гранеро 45′ (пен.) \| | Стадион: «Месталья» Зрителей: 55 000 Судья: Альберто Ундиано Мальенко |
| Составы: · Валенсия: · Хетафе: · Мигель (22'), Алексис (38'), Мата (48'), Марчена (67') — Лучт (31'), Гранеро (32'), Каскеро (42'), Диаз (82') · Келестини (88') | |                                                                       |
| Валенсия | 3:1 (2:1) | Хетафе                                                                |
| Мата 4′ · Алексис 11′ · Морьентес 83′ | Голы | Гранеро 45′ (пен.)                                                    |